# Judith Dannhauer

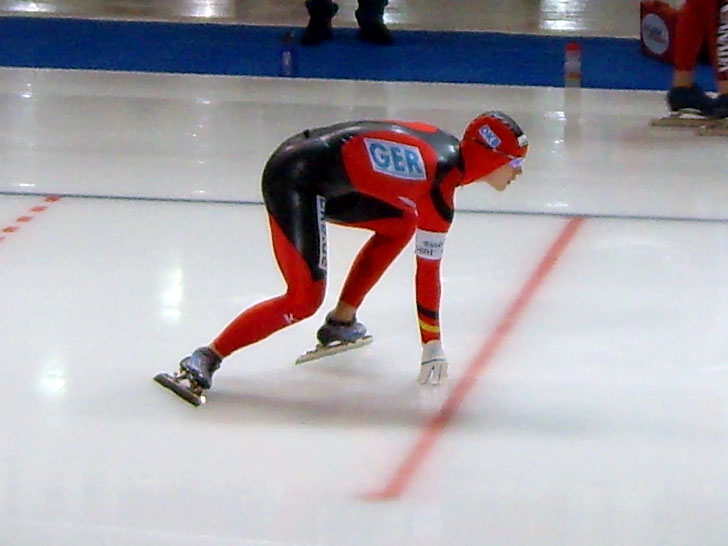
Judith Dannauer in Startposition
(1000 m, Weltcup Berlin 2008/09)

Judith Dannhauer (* 3. September 1982 in Erfurt als Judith Hesse) ist eine deutsche auf Kurzstrecken spezialisierte Eisschnellläuferin.
Judith Dannhauer startet für den Eissportclub Erfurt. Sie wurde bis 2002 von Peter Wild, seitdem von Stephan Gneupel, Gianni Romme und seit 2014 von Gunda Niemann-Stirnemann trainiert. 2002 wurde sie sowohl im Mehrkampf, als auch im Team bei den Juniorenweltmeisterschaften in Klobenstein Dritte. Ihr Weltcupdebüt gab sie 2003 in Inzell.
Ihre besten Platzierungen waren ein fünfter und ein siebter Rang über die 100-Meter-Strecke, in der Saison 2003/04 wurde sie hier im Gesamtweltcup auch fünfte. Einmal wurde sie deutsche Meisterin (2006 im Sprintmehrkampf), zweimal Vizemeisterin und sechsmal Dritte. Meist stand sie national bisher im Schatten ihrer Konkurrentinnen Sabine Völker, Jenny Wolf, Monique Garbrecht-Enfeldt und auch Anni Friesinger. Bei den Olympischen Winterspielen 2006 in Turin trat sie über die beiden Kurzstrecken an, konnte aber keine nennenswerte Platzierung erreichen.
Ihre Paradestrecke sind die nichtolympischen 100 Meter. Hier erreichte sie im Dezember 2006 in Nagano ihren ersten Weltcupsieg. Doch auch auf den 500 Meter bringt sie gute Leistungen. Sie läuft auch die 1000 Meter, die ihr jedoch eigentlich zu lang sind und auf denen sie wegen mangelnder Kurventechnik häufige Probleme hat. Dennoch erreichte sie ihre beste Platzierung über die 1000 Meter, als sie beim Weltcup in Harbin Anfang Dezember 2006 einen 11. Platz erlief.

## Eisschnelllauf-Weltcup-Platzierungen
| Platzierung | 100 m | 500 m | 1000 m | 1500 m | 3000 m | 5000 m | Team |
| ----------- | ----- | ----- | ------ | ------ | ------ | ------ | ---- |
| 1. Platz    | 1     |       |        |        |        |        |      |
| 2. Platz    | 4     |       |        |        |        |        |      |
| 3. Platz    | 2     |       |        |        |        |        |      |
| Top 10      | 5     | 6     | 2      |        |        |        |      |

(Stand: 24. November 2009)